# 側火山
側火山（そくかざん・そっかざん、flank volcano、lateral volcano）は、複成火山の主火口以外の場所での噴火活動で形成された火山性地形を示す。寄生火山とも呼ぶが、側火山と呼ぶのがより適切とされる。
玄武岩質火山の場合、側火山の形成時には地下のマグマは主火口直下の主火道から板状に側方に向け火山体の中に貫入し、地表に達したとき、板状の割れ目に沿って直線状に火口が配列することが多い。
側火山は大抵、一度の噴火で形成される単成火山で、大きな山体を伴わない。山体を伴わない爆裂火口や割れ目火口なども側火山という。

## 日本の火山にある有名な側火山
北海道

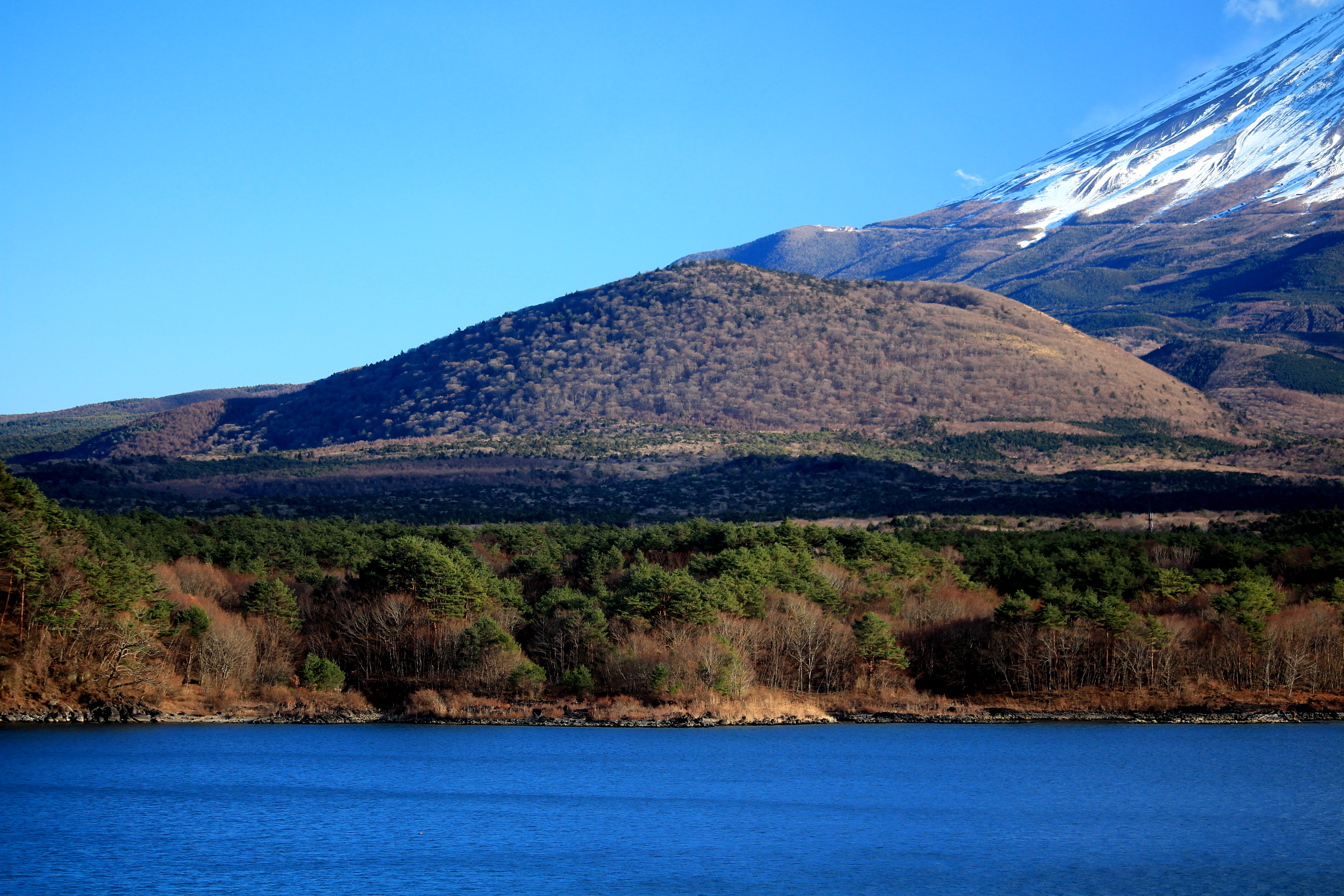
本栖湖畔から望む富士山の北西麓にある側火山の大室山

- 有珠山 - ドンコロ山、昭和新山、金比羅山火口群、西山西麓火口群

本州
- 富士山 - 宝永山、大室山、長尾山（貞観大噴火）、宝永火口、双子山
- 浅間山 - 離山、小浅間山
- 大山 - 孝霊山、鍋山、鍔抜山、鈑戸山、豪円山、烏ヶ山

九州
- 桜島 - 湯之平、春田山、権現山、鍋山、引ノ平